# Jatjonka
Jatjonka (vitryska: Ячонка, ryska: Yachënka) är ett vattendrag i Belarus.   Det ligger i voblasten Minsks voblast, i den centrala delen av landet, 80 km sydväst om huvudstaden Minsk.
Trakten runt Jatjonka består till största delen av jordbruksmark. Runt Jatjonka är det ganska glesbefolkat, med 24 invånare per kvadratkilometer.